# Armeniaca
Armeniaca là một chi thực vật có hoa trong họ Hoa hồng.